# Bassin Bleu (Jacmel)
Bassin Bleu, en créole haïtien Basenblé, est un site naturel situé à l'ouest de la ville de Jacmel, dans le  département Sud-Est de la République d’Haïti. Il s'agit d'une suite de bassins qui s'étalent le long de la Petite Rivière de Jacmel.

## Accès
Pour y accéder, il faut prendre la direction de La Vallée depuis Jacmel, puis Bassin-Bleu. Du lieu-dit Bassin-Bleu, la route jusqu'au site se fait à pied.
L'accès est y très difficile : il s'agit d'une piste sinueuse dans les mornes (montagnes) qui permet d'accéder au site.

## Bassins
Le site comporte quatre bassins :
- Le bassin Cheval, profond de 9 pieds (soit 2.7 mètres) ;
- Le bassin Yes, profond de 15 pieds (soit 4.6 mètres) ;
- Le bassin Palmiste, profond de 57 pieds (soit 17.4 mètres) ;
- Le bassin Clair, profond de 75 pieds (soit 22.8 mètres).

Ce dernier est de loin le plus connu et le plus spectaculaire : avec une chute d'une dizaine de mètres de hauteur qui tombe dans un bassin d'une eau bleu turquoise.